# Acacias metróállomás
Acacias metróállomás Spanyolország fővárosában, Madridban.

## Metróvonalak
Az állomást az alábbi metróvonalak érintik:
- 5-ös metróvonal

## Kapcsolódó állomások
A metróállomáshoz az alábbi állomások vannak a legközelebb:
- Puerta de Toledo (Alameda de Osuna, 5-ös metróvonal)
- Pirámides (Casa de Campo, 5-ös metróvonal)